# Joanna Flatau
Joanna Antonina Flatau (ur. 4 lutego 1928 w Warszawie, zm. 19 kwietnia 1999 w Warszawie), polski lekarz psychiatra.
Utworzyła poradnię zdrowia psychicznego i półsanatorium dla nerwic, propagowała nowatorskie metody leczenia w psychiatrii.
Urodziła się w rodzinie lekarskiej, była córką wybitnego neurologa Edwarda Flataua, który umarł, kiedy miała cztery lata. O śmierci ojca usłyszała w radio w domu Janiny Bauman, która była jej długoletnią przyjaciółką z okresu dzieciństwa. Chodziła do szkoły powszechnej przy ulicy 6 Sierpnia w Warszawie. Wychowywała się pod opieką Marii Wolskiej (Ninki). W czasie wojny uczyła się w zawodowej szkole ogrodniczej w Warszawie. Następnie mieszkała w domu zakopiańskiego lekarza Aleksandra Januszkowskiego, ojca Józefa Januszkowskiego (na pierwszym piętrze mieszkał z rodziną Josef Koenig z zakopiańskiego gestapo). Chodziła wtedy do Szkoły Gospodarstwa Domowego w Kuźnicach i na lekcje do państwa Paryskich. Później uczestniczyła w powstaniu warszawskim. Po upadku powstania przeszła do Pruszkowa (Dulag 121), potem do Zakopanego, gdzie została schwytana podczas łapanki przez Niemców i wraz z dużą grupą Polaków uwięziona w obozie przejściowym „Na Prądniku”. Stamtąd wywieziona na roboty przymusowe do Wiednia, gdzie pracowała od stycznia do kwietnia 1945 w Wiener Holzwerke przy Beethovengasse 9. Potem ukrywała się na Praterze. Po wejściu Rosjan wyjechała do Linzu, a w lipcu 1945 roku wróciła do Warszawy, co opisywała tak: Pamiętam doskwierającą, przemożną nostalgię za Warszawą. W snach szłam Marszałkowską w stronę pl. Zbawiciela, padał deszcz i budziłam się zalana łzami.

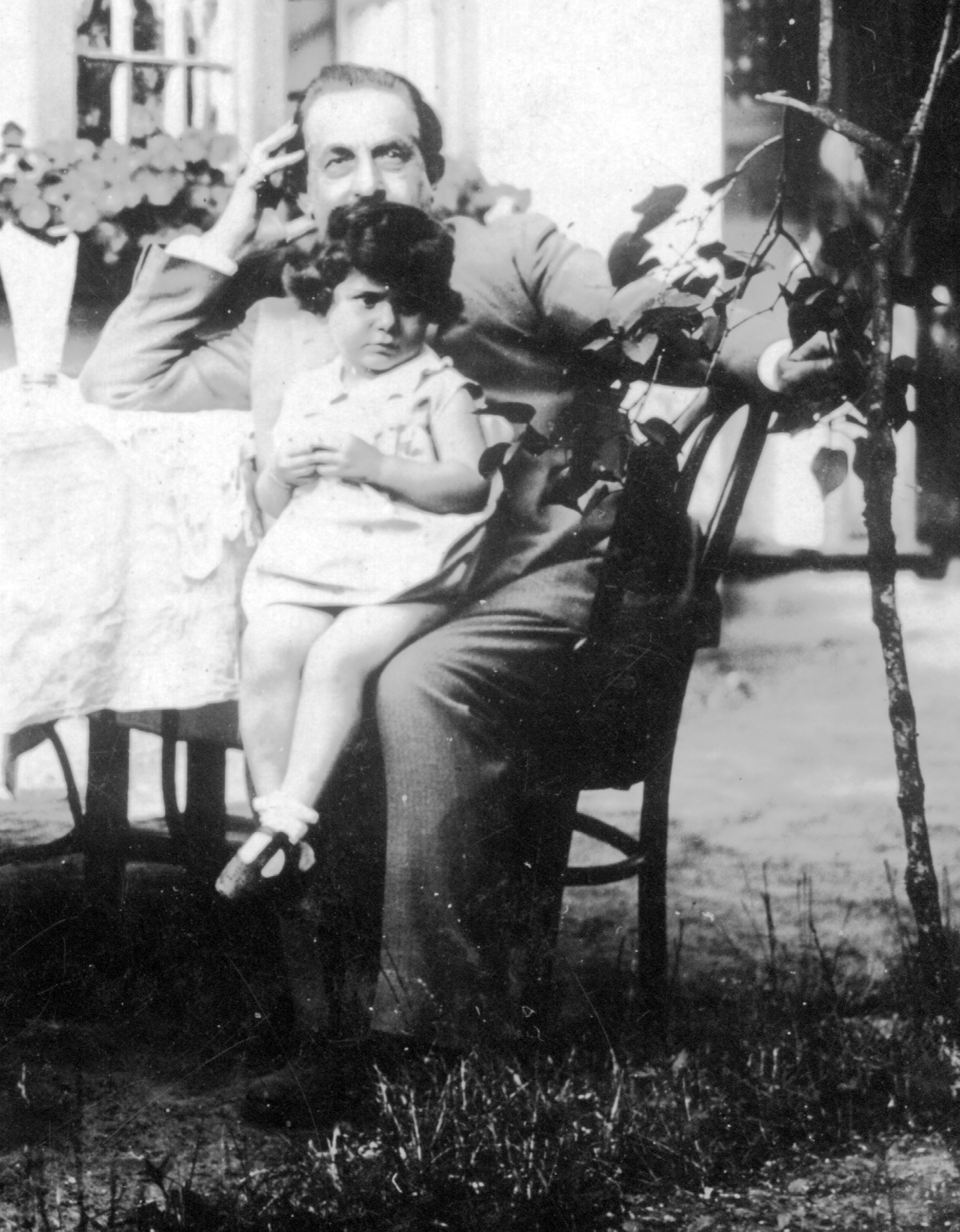
Joanna Flatau, ze swoim ojcem Edwardem Flatauem. Około roku 1932.

W czasie wojny zainteresowała się psychiatrią m.in. dzięki Maurycemu Bornsztajnowi, co opisała w następujący sposób: Pan Maurycy był psychoanalitykiem i zaczął u nas przyjmować pacjentów, w pokoju obok mojego. Leżąc przy drzwiach podsłuchiwałam – były to absolutnie pasjonujące lekcje psychiatrii. W latach 1946–1952 odbyła studia na Wydziale Lekarskim UW i ukończyła Akademię Medyczną w Warszawie 22 grudnia 1952 roku. Jej przyjaciel z okresu studiów, chirurg Maciej Grochowicz, tak ją wspomina: Kilka lat po okrucieństwach II wojny, kiedy poznałem Joannę, wiedziałem o jej cierpieniach, zagrożeniu życia i przymusowej pracy, ale cudowna, optymistyczna cecha jej charakteru sprawiła, że była już wtedy odrodzona, otwarta na przyszłość i pełna radości życia. Wszyscy, którzy w tym okresie obcowali z Joanną, pamiętają piękną, elegancką dziewczynę, mająca ogromne powodzenie, niezwykle wprost życzliwą i pomocną w trudnych sytuacjach... Była lekarzem znakomitym. Jej sukces zawodowy polegał na połączeniu umiejętności, doświadczenia, intuicji zawodowej z bardzo osobistym stosunkiem do chorych...
W latach 1952–1961 pracowała jako starszy asystent w Klinice Psychiatrycznej Akademii Medycznej w Warszawie, gdzie zajmowała się m.in. badaniami klinicznymi i prowadziła zajęcia z psychiatrii w Pruszkowie. W 1955 roku uzyskała specjalizację I stopnia, a 25 marca 1960 specjalizację II stopnia z psychiatrii. W czasie egzaminu specjalizacyjnego złożyła kolokwium z języka francuskiego.
Była wieloletnim konsultantem w Ośrodku Psychoterapeutycznym Instytutu Psychologii Uniwersytetu Warszawskiego.
W 1961 założyła poradnię zdrowia psychicznego dla studentów w Warszawie przy Akademickiej Służbie Zdrowia, której kierownikiem była przez 38 lat, do końca życia. Początki Poradni opisywała tak: Pierwsze meble, zasłony do okien kupowałam sama: zależało mi, żeby wnętrze jak najmniej przypominało gabinet lekarski, żeby miało charakter jak najbardziej prywatny i intymny. W 1978 roku poradnia obsługiwała warszawskie środowisko studenckie – 50 tysięcy studentów i 23 tysiące pracowników wszystkich wyższych uczelni. W poradni, zwłaszcza w początkowym okresie, prowadziła także badania środowiska studenckiego. W tym czasie była autorem szeregu prac o tematyce epidemiologicznej dotyczących środowiska akademickiego.

[1983] W pracy mam istny szał. Kordalewska przytomnie załatwiła sobie sanatorium i wybyła do Ciechocinka. Kłebią się tłumy ofiar uczelni wyższych, zdekoncentrowane, z niepamięcią całkowitą lub częściową, frustraci i potencjalni żołnierze, większość grozi mi samobójstwem, część płacze. Zaciskam zęby i myślę o samolocie Warszawa-Montreal. Na dobitkę w piątki siedzę na Komisji Lekarskiej jako jednoosobowa przewodnicząca i członek i często moje ofiary z Poradni uciekają od drzwi widząc mnie znów na Mochnackiego.

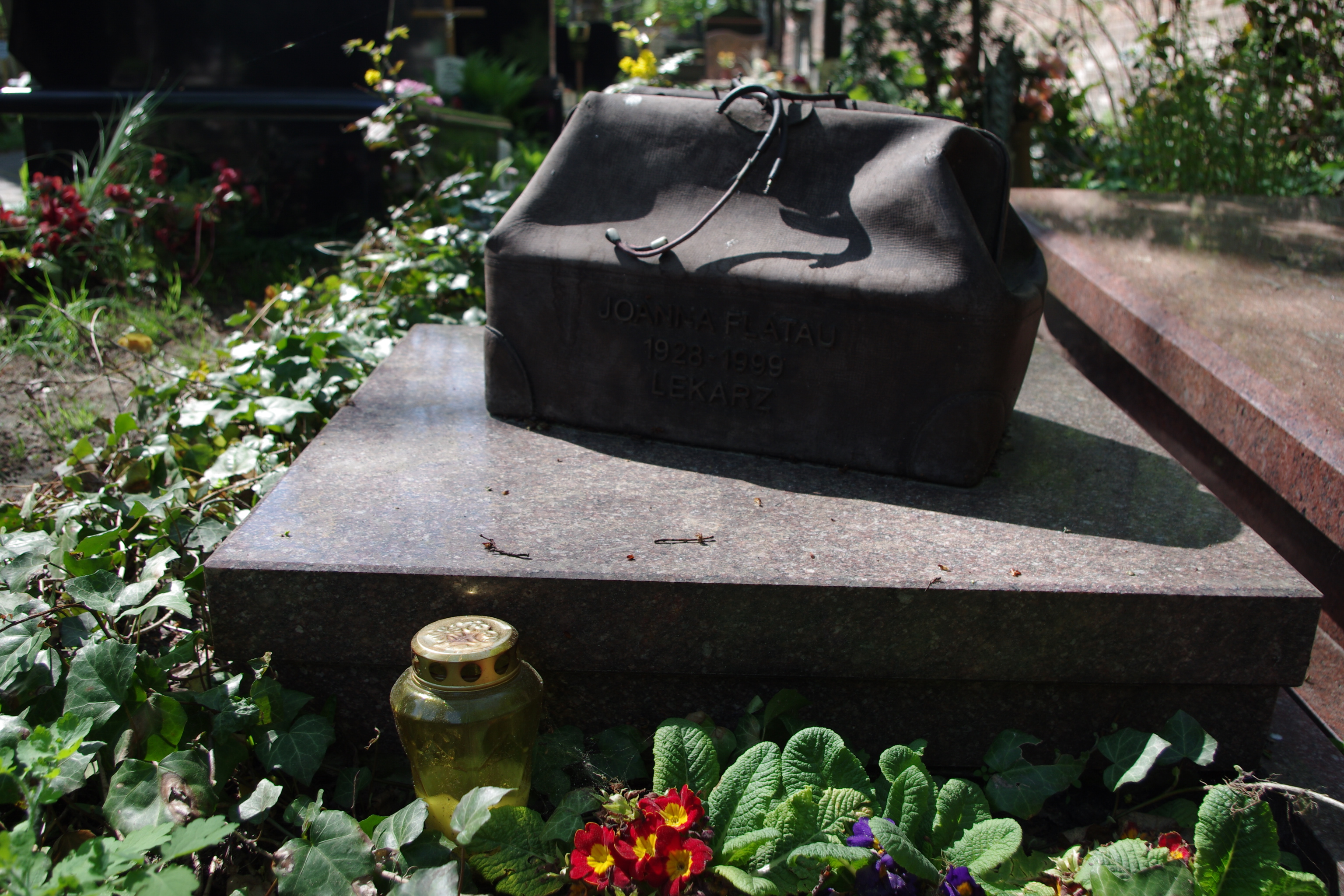
Grób Joanny Flatau na Cmentarzu ewangelicko-augsburskim w Warszawie

Prowadziła półsanatorium nerwic przy ul. Górnośląskiej w Warszawie. Początki sanatorium opisywała tak: W maju 1963 roku pojechałam do Clinique Dupre w Sceaux pod Paryżem. Po miesiącu wróciłam ogarnięta obsesyjną wprost myślą otrzymania łóżek dla studentów chorych psychicznie. Późną wiosną 1969 roku pierwszych 6 pacjentów wśliznęło się niemal na Górnośląską. Później było ich 12, 22, aż wreszcie doszło do magicznej liczby 44 łóżek. Wprawdzie było to półsanatorium dla nerwic, ale praktycznie przebywali w nim chorzy psychicznie.
We współpracy ze Zrzeszeniem Studentów Polskich przez wiele lat organizowała obozy rehabilitacyjne dla studentów z zaburzeniami nerwicowymi, gdzie propagowała nowatorskie metody leczenia. Pierwszy obóz odbył się w Dusznikach Zdroju w schronisku „Pod Muflonem” w 1970 roku. Podstawą leczenia była psychoterapia grupowa, zajęcia prowadził m.in. Andrzej Samson. Wprowadziła terapię nerwic za pomocą ćwiczeń jogi, których instruktorem był Tadeusz Pasek. Wprowadziła także choreoterapię, której instruktorem była Zofia Aleszko, oraz muzykoterapię.
Pomiędzy kwietniem 1982 i grudniem 1988 pracowała w nocy w Pogotowiu Ratunkowym w Warszawie, na Poznańskiej, na stanowisku lekarza psychiatry, przyjmując ostre przypadki psychiatryczne. Była wyróżniona m.in. odznaką za wzorową pracę w służbie zdrowia (1985) przez Ministra Zdrowia i Opieki Społecznej. Została pochowana na cmentarzu ewangelisko-augsburskim w Warszawie (aleja 60, grób 135).
Miała jednego syna Piotra.